# Реймон Руло
Реймо́н Руло́ (фр. Raymond Rouleau, справжнє ім'я Едгар Руло фр. Edgar Rouleau; нар.4 червня 1904, Брюссель, Бельгія — 11 грудня 1981, Париж, Франція) — французький актор, кіно- і театральний режисер бельгійського походження.

## Біографія
Реймон Руло народився 4 червня 1904 році в Брюсселі, Бельгія. Навчався живопису і музиці. В роки «німого кіно» працював піаністом в кінотеатрі Брюсселя. Після закінчення Брюссельської консерваторії переїхав до Парижа, де працював з Антоненом Арто і Шарлем Дюлленом. У 1927 році Руло дебютував у кіно як актор. У 1940-х активно працював у театрі; був актор і режисером багатьох відомих театрів Брюсселя і Парижа. Спільно з Жаном-Луї Барро і Жульєном Берто став співзасновником театральної школи (фр. École du Comédien) (1942-1944).
У 1932 році Реймон Руло почав режисерську діяльність, поставивши спільно з Лео Жоанноном фільм «Сюзанна». Найзначиміші його фільми: «Посильний» (1937, за п'єсою Анрі Бернстайна), «Салемські чаклунки» (1957, за п'єсою Артура Міллера), «Коханці з Теруеля» (1962). З кінця 1960-х Руло активно працював на телебаченні як режисер.

## Особисте життя
Реймон Руло був одружений з акторками Танею Балашовою, Франсуазою Лугань і Франсуазою Крем'є. Він є батьком актора Філіпа Руло та кінорежисера і журналіста Фабріса Руло, народжених від шлюбу з Франсуазою Лугань.

## Фільмографія
Актор
| Рік  |   | Українська назва                    | Оригінальна назва                 | Роль                                     |
| ---- | - | ----------------------------------- | --------------------------------- | ---------------------------------------- |
| 1928 | ф | Гроші                               | L'argent                          | Жонтру                                   |
| 1932 | ф | Сюзанна                             | Suzanne                           |                                          |
| 1933 | ф | Опівнічний суд                      | Le jugement de minuit             | інспектор Беррі                          |
| 1933 | ф | Гола жінка                          | La femme nue                      | П'єр Берньє                              |
| 1933 | ф | Втрачене життя                      | Une vie perdue                    |                                          |
| 1933 | ф | Волга в полум'ї                     | Volga en flammes                  | Шалін                                    |
| 1934 | ф | До прірви                           | Vers l'abîme                      | Ріст                                     |
| 1935 | ф | Прекрасні днинки                    | Les beaux jours                   | Борис — друге кохання Сільві             |
| 1936 | ф | Доногу                              | Donogoo                           | Пєр                                      |
| 1936 | ф | Розташоване серце                   | Le coeur dispose                  |                                          |
| 1937 | ф | Справа Лафаржа                      | L'affaire Lafarge                 | метр Лашу                                |
| 1938 | ф | Драма в Шанхаї                      | Le drame de Shanghaï              | журналіст Андре Фрашон                   |
| 1938 | ф | Конфлікт                            | Conflit                           | Мішель Лафон                             |
| 1939 | ф | Постріли                            | Coups de feu                      | лейтенант Станіслас де Гломбінські       |
| 1941 | ф | Дуель                               | Le duel                           | Анрі Море                                |
| 1941 | ф | Перший бал                          | Premier bal                       | жан де Лормель                           |
| 1941 | ф | Убивство Діда Мороза                | L'assassinat du Père Noël         | барон Ролан де ла Фай                    |
| 1942 | ф | Мадемуазель Бонапарт                | Mam'zelle Bonaparte               | Філіп де Водре                           |
| 1942 | ф | Жінка, яку я любив сильніше за усіх | La femme que j'ai le plus aimée   | автор                                    |
| 1942 | ф | Останній козир                      | Dernier atout                     | Кларенс                                  |
| 1943 | ф | Доброчесна Катрін                   | L'honorable Catherine             | Жак Тавер                                |
| 1943 | ф | Мосьє де Лурдін                     | Monsieur des Lourdines            | Антім з Лурді                            |
| 1943 | ф | Секрет мадам Клапен                 | Le secret de Madame Clapain       | Франсуа Бертьє                           |
| 1944 | ф | Пригода на розі вулиці              | L'aventure est au coin de la rue  | П'єр Треву                               |
| 1945 | ф | Секретні документи                  | Documents secrets                 | Радло                                    |
| 1945 | ф | Дамські ганчірки                    | Falbalas                          | Філіп Кларенс                            |
| 1946 | ф | Прекрасна пара                      | Le couple idéal                   | Дьяволу / Анрі                           |
| 1947 | ф | Останній притулок                   | Dernier refuge                    | Філіп                                    |
| 1947 | ф | Запаморочення                       | Vertiges                          | доктор Жан Фав'є                         |
| 1948 | ф | Проста дівчина                      | Une grande fille toute simple     | Симон                                    |
| 1949 | ф | Місія в Танжері                     | Mission à Tanger                  | Жорж Масс                                |
| 1950 | ф | Жінки божеволіють                   | Les femmes sont folles            | Клод Барруа                              |
| 1950 | ф | Остерігайтеся блондинок             | Méfiez-vous des blondes           | Жорж Масс                                |
| 1951 | ф | Ноктюрн шуму                        | Tapage nocturne                   | комісар Легран                           |
| 1952 | ф | Різанина по-жіночому                | Massacre en dentelles             | Жорж Масс                                |
| 1952 | ф | Три туза                            | Brelan d'as                       | інспектор Венс (епізод «Смерть у ліфті») |
| 1952 | ф | Північ, доктор Швейцер              | Il est minuit, docteur Schweitzer | Льєва                                    |
| 1954 | ф | Інтриганки                          | Les Intrigantes                   | Поль Ремі                                |
| 1955 | ф | Карколомна дівчина                  | Une fille épatante                | Жак Марей                                |
| 1957 | ф | Салемські чаклунки                  | Les sorcières de Salem            | губернатор Денфорт                       |
| 1959 | ф | Гроші                               | Le fric                           | Вільямс                                  |
| 1964 | ф | Великий переляк                     | La grande frousse                 | Шабрійо, мер                             |
| 1966 | ф | Дві години на вбивство              | Deux heures à tuer                | De Rock                                  |

Режисер і сценарист
| Рік  |     | Назва українською        | Оригінальна назва                  | Режисер | Сценарист |
| ---- | --- | ------------------------ | ---------------------------------- | ------- | --------- |
| 1932 |     | Сюзанна                  | Suzanne                            | Так     |           |
| 1933 |     | Втрачене життя           | Une vie perdue                     | Так     |           |
| 1936 |     | Три… шість… дев'ять      | Trois… six… neuf                   | Так     |           |
| 1937 |     | Посильний                | Le messager                        | Так     |           |
| 1946 |     | Прекрасна пара           | Le couple idéal                    | Так     |           |
| 1957 |     | Салемські чаклунки       | Les sorcières de Salem             | Так     |           |
| 1962 |     | Коханці з Теруеля        | Les amants de Teruel               | Так     | Так       |
| 1967 | т/ф | Гедда Габлер             | Hedda Gabler                       | Так     |           |
| 1972 | т/ф | Рюї Блаз                 | Ruy Blas                           | Так     |           |
| 1973 | т/ф | Школа дружин             | L'école des femmes                 | Так     |           |
| 1973 | т/ф | Що б не трапилося        | Vogue la galère                    | Так     |           |
| 1974 | т/ф | Поворот гвинта           | Le tour d'écrou                    | Так     |           |
| 1975 | т/ф | Ундіна                   | Ondine                             | Так     |           |
| 1975 | т/ф | Береніс                  | Bérénice                           | Так     |           |
| 1975 | т/ф | Цвітіння гороху          | La fleur des pois                  | Так     |           |
| 1976 | т/ф | Ревнощі                  | La jalousie                        | Так     |           |
| 1977 | т/ф | Каламутна вода           | L'eau sale                         | Так     | Так       |
| 1979 | т/ф | Доля Прісцилли Девіс     | Le destin de Priscilla Davies      | Так     | Так       |
| 1980 | т/ф | Незнайомець з Арраса     | L'inconnue d'Arras                 | Так     | Так       |
| 1981 | т/ф | Троянської війни не буде | La guerre de Troie n'aura pas lieu | Так     |           |

## Визнання
| Венеційський кінофестиваль                 |                                              |                    |           |
| 1937                                       | Кубок Муссоліні за найкращий іноземний фільм | Посильний          | Номінація |
| Міжнародний кінофестиваль у Карлових Варах |                                              |                    |           |
| 1957                                       | Кришталевий глобус                           | Салемські чаклунки | Номінація |
| Каннський міжнародний кінофестиваль        |                                              |                    |           |
| 1962                                       | Золота пальмова гілка                        | Коханці з Теруеля  | Номінація |
| 1962                                       | Технічний Гран-прі                           | Коханці з Теруеля  | Перемога  |